# Lascelles Brown
Lascelles Oneil Brown (May Pen, Jamaica, 12 de octubre de 1974) es un deportista canadiense que compitió en bobsleigh en las modalidades doble y cuádruple. 
Participó en cinco Juegos Olímpicos de Invierno, entre los años Salt Lake City 2002 y Pyeongchang 2018, obteniendo dos medallas: plata en Turín 2006, en la prueba doble (junto con Pierre Lueders), y bronce en Vancouver 2010, en la prueba cuádruple (con Lyndon Rush, Chris Le Bihan y David Bissett).
Ganó tres medallas en el Campeonato Mundial de Bobsleigh, en los años 2005 y 2007.

## Palmarés internacional
| Juegos Olímpicos   | Juegos Olímpicos     | Juegos Olímpicos  | Juegos Olímpicos |
| Año                | Lugar                | Medalla           | Prueba           |
| ------------------ | -------------------- | ----------------- | ---------------- |
| 2006               | Turín (Italia)       | Medalla de plata  | Doble            |
| 2010               | Vancouver (Canadá)   | Medalla de bronce | Cuádruple        |
| Campeonato Mundial |                      |                   |                  |
| Año                | Lugar                | Medalla           | Prueba           |
| 2005               | Calgary (Canadá)     | Medalla de oro    | Doble            |
| 2005               | Calgary (Canadá)     | Medalla de bronce | Cuádruple        |
| 2007               | Sankt Moritz (Suiza) | Medalla de plata  | Cuádruple        |